# Masseria
- Masseria

Une masseria 

Les demeures rurales en Italie méridionale sont principalement des masserie.
Masseria

est une ensemble de bâtiments utilisé comme ferme en Italie méridionale.
Typiquement, ces bâtiments assurent le logement du propriétaire, de sa famille proche, des ouvriers qui y travaillent, et celui des animaux de la ferme. Cet ensemble, généralement isolé et donc autonome, pouvait être ceint d'un mur fortifié. 
Les masserie, aujourd'hui souvent converties en logements touristiques, se trouvent principalement dans les Pouilles et les provinces voisines.

## Étymologie
Le mot italien masseria vient du mot local massaru, qui désignait, dans la langue locale, la personne chargée par le propriétaire d'« amasser » les produits de son exploitation agricole
,.

## Description
La masseria, dont la forme remonte au XIIIe siècle, est centrée sur une cour et se compose d'une maison de maître, des logements des paysans, des locaux agricoles et parfois d'une chapelle
.
C'était une possession agricole fortifiée souvent entourée de murs en pierre sèches.
La vie y était organisée en microcosme dans lequel chaque détail était conçu pour faciliter la vie en autarcie de ses agriculteurs (les massari) afin d'augmenter leur productivité
.
Aux XVIIIe et XIXe siècles les masserie se sont raffinées avec l'adjonction de terrasses, de loggias et d'agréments architecturaux, tandis que les intérieurs de la demeure principale étaient décorés de fresques.

## Galerie

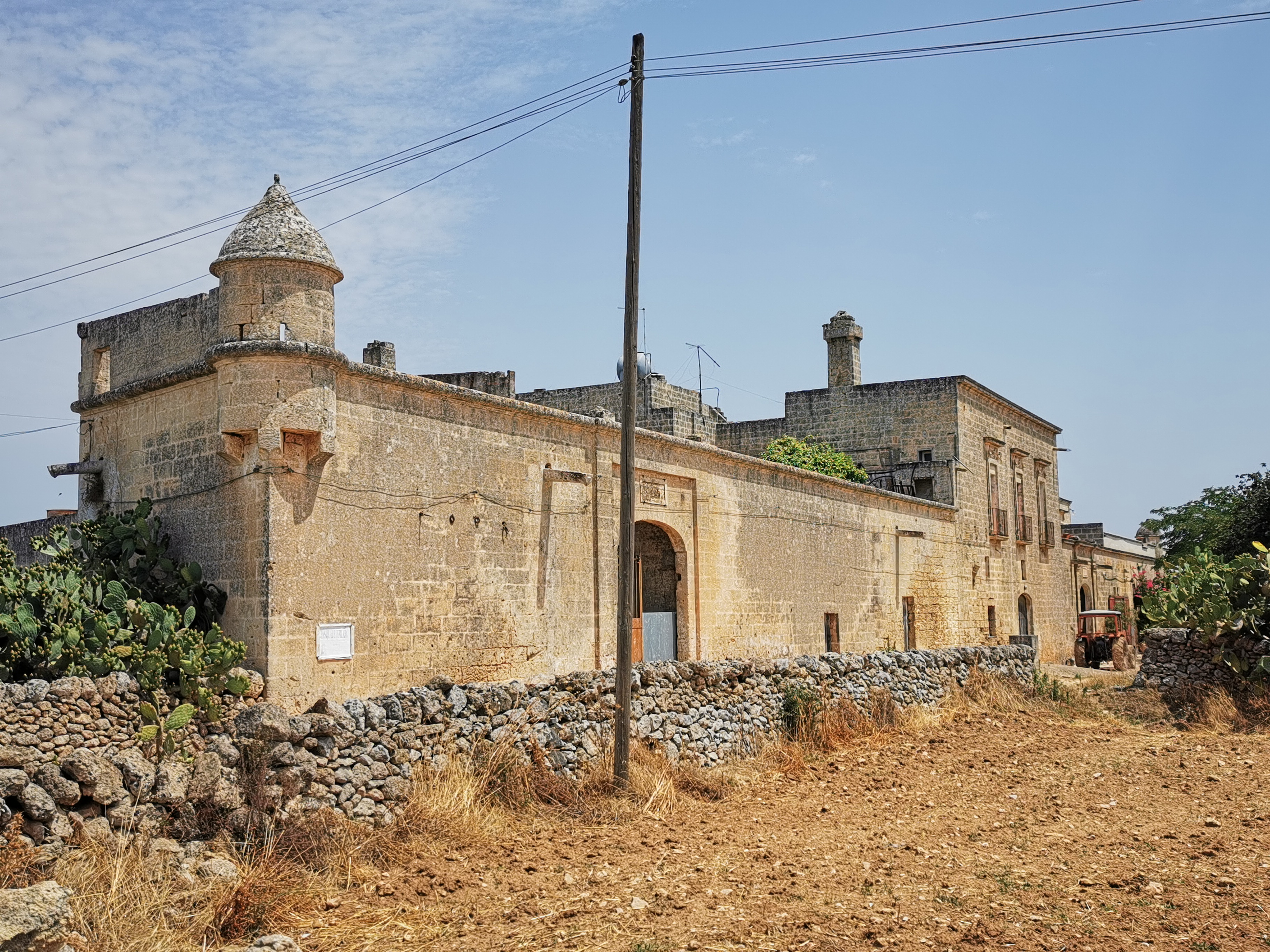
Masseria Santa Croce Inferiore à Francavilla Fontana (BR).
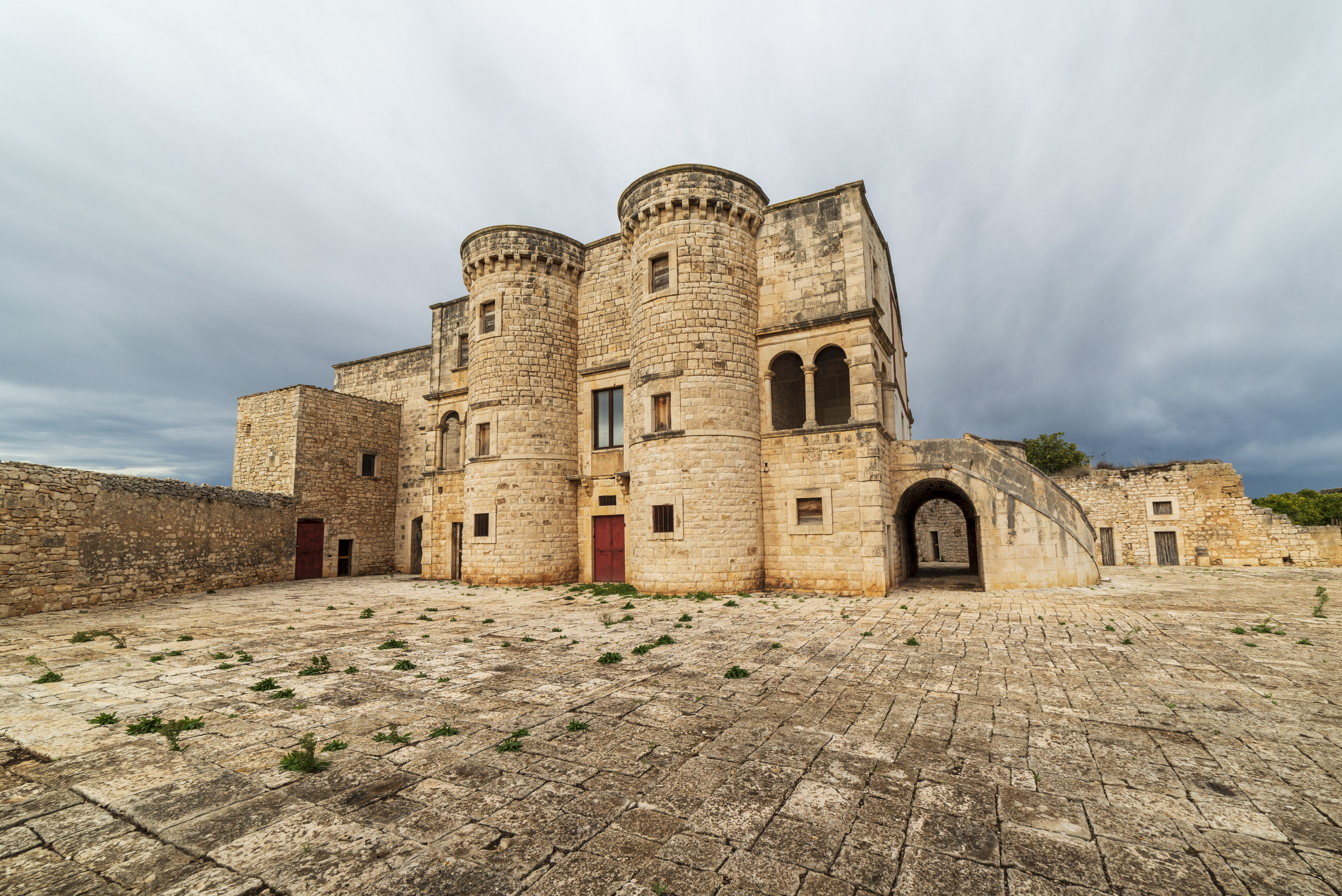
Masseria Don Cataldo à Adelfia (BA).
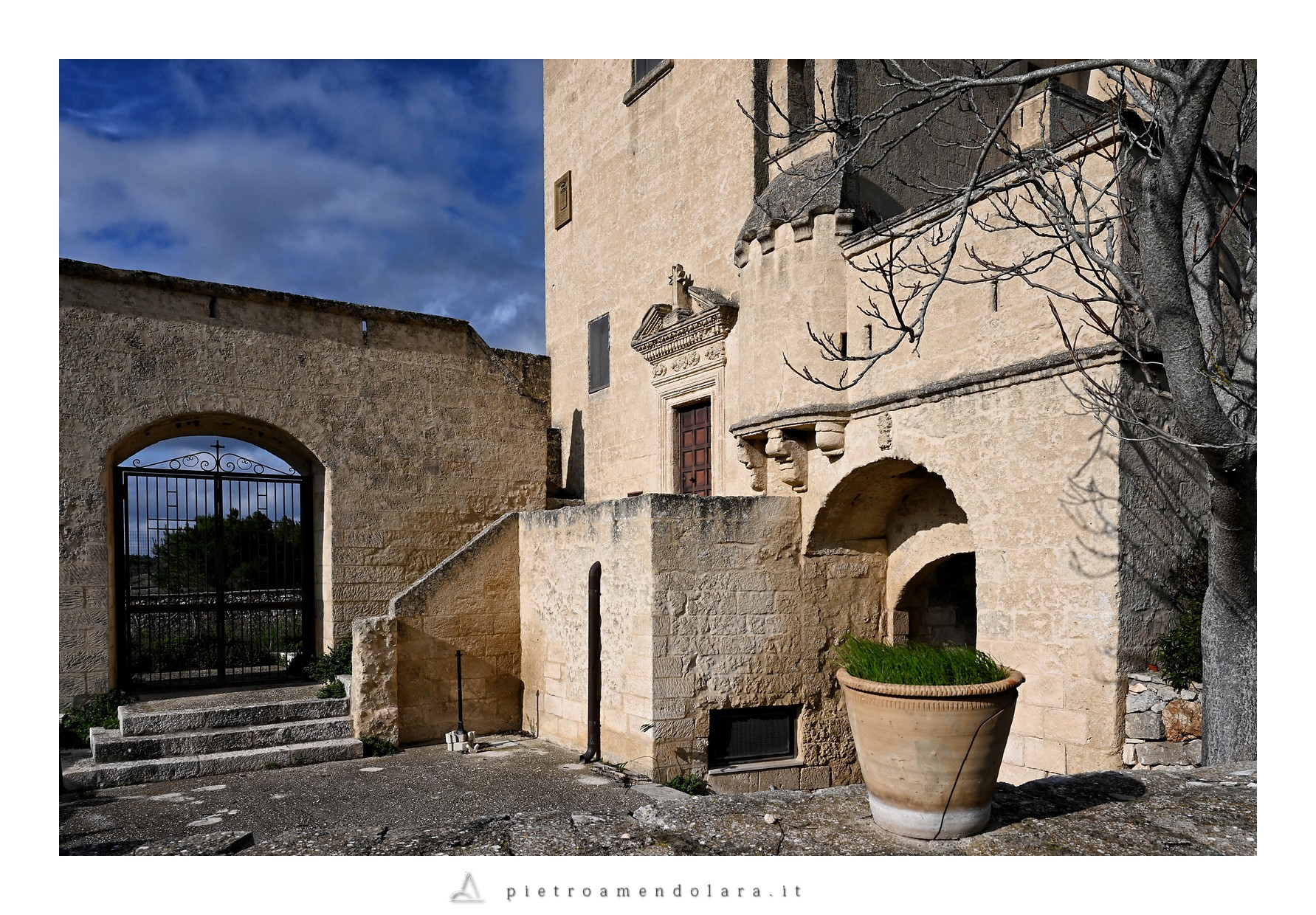
Masseria Casal Sabini à Altamura (BA).
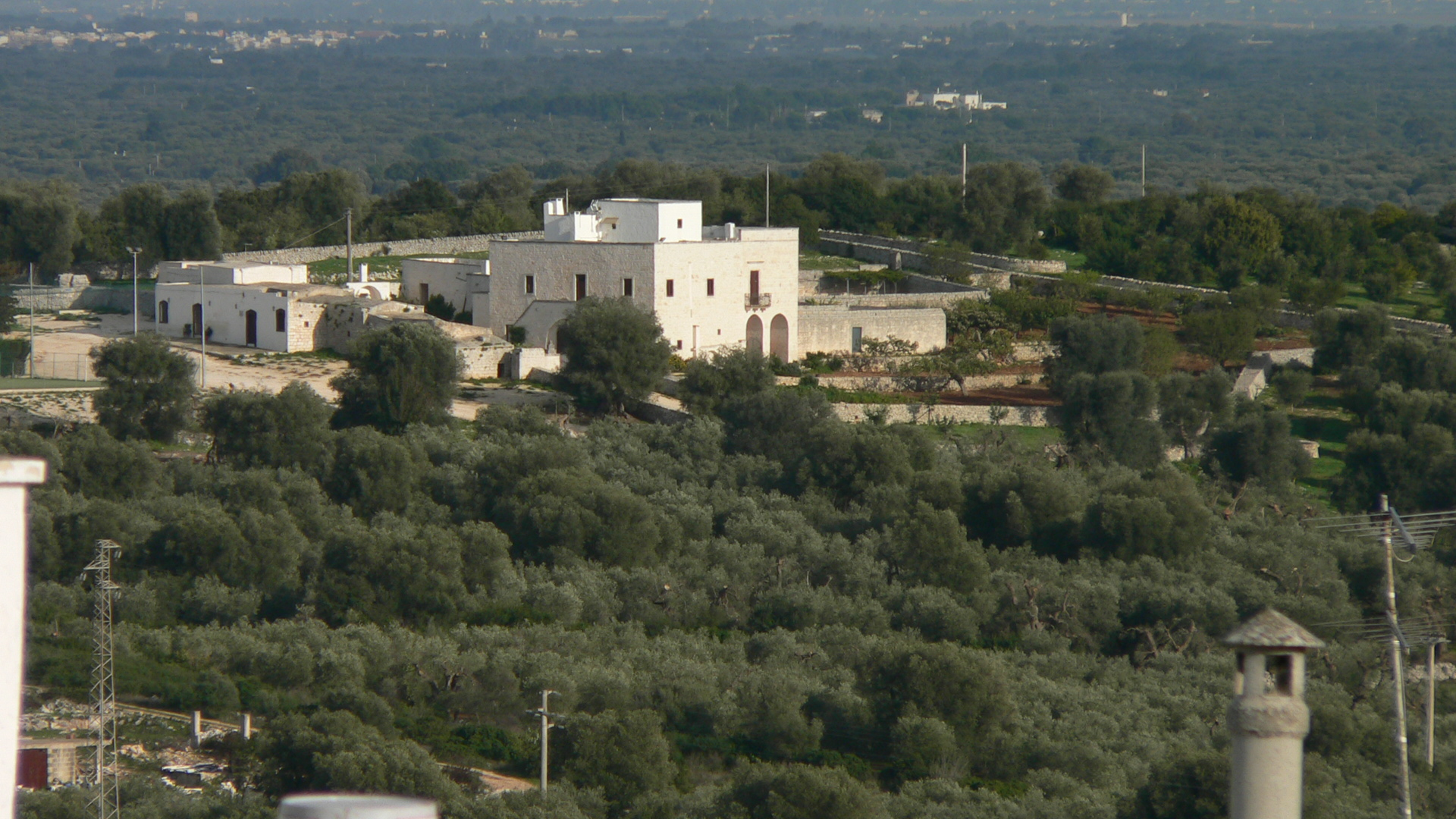
Masseria Montecchie à Ceglie Messapica (BR)
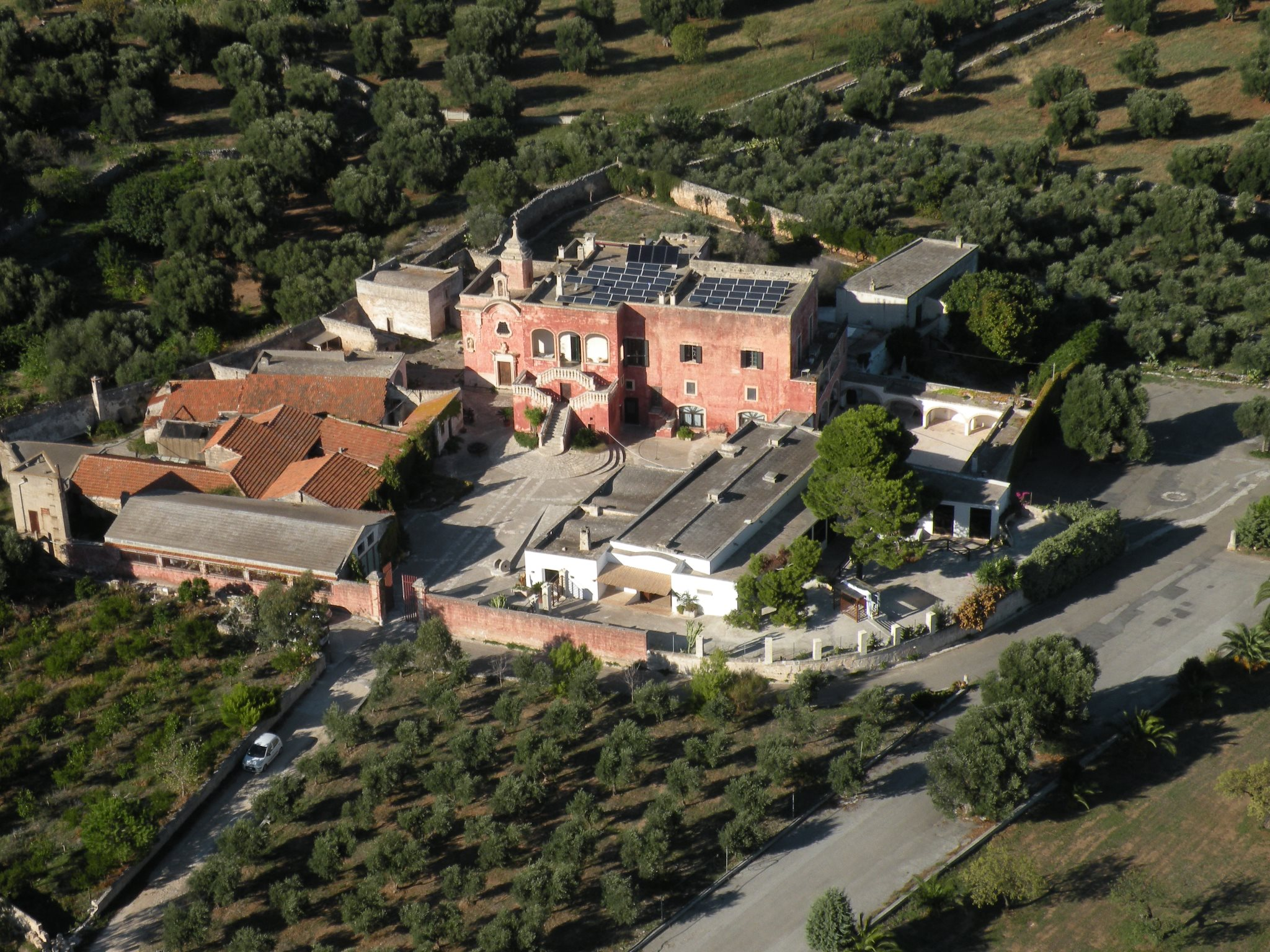
Masseria Spina Grande à Monopoli (BA).
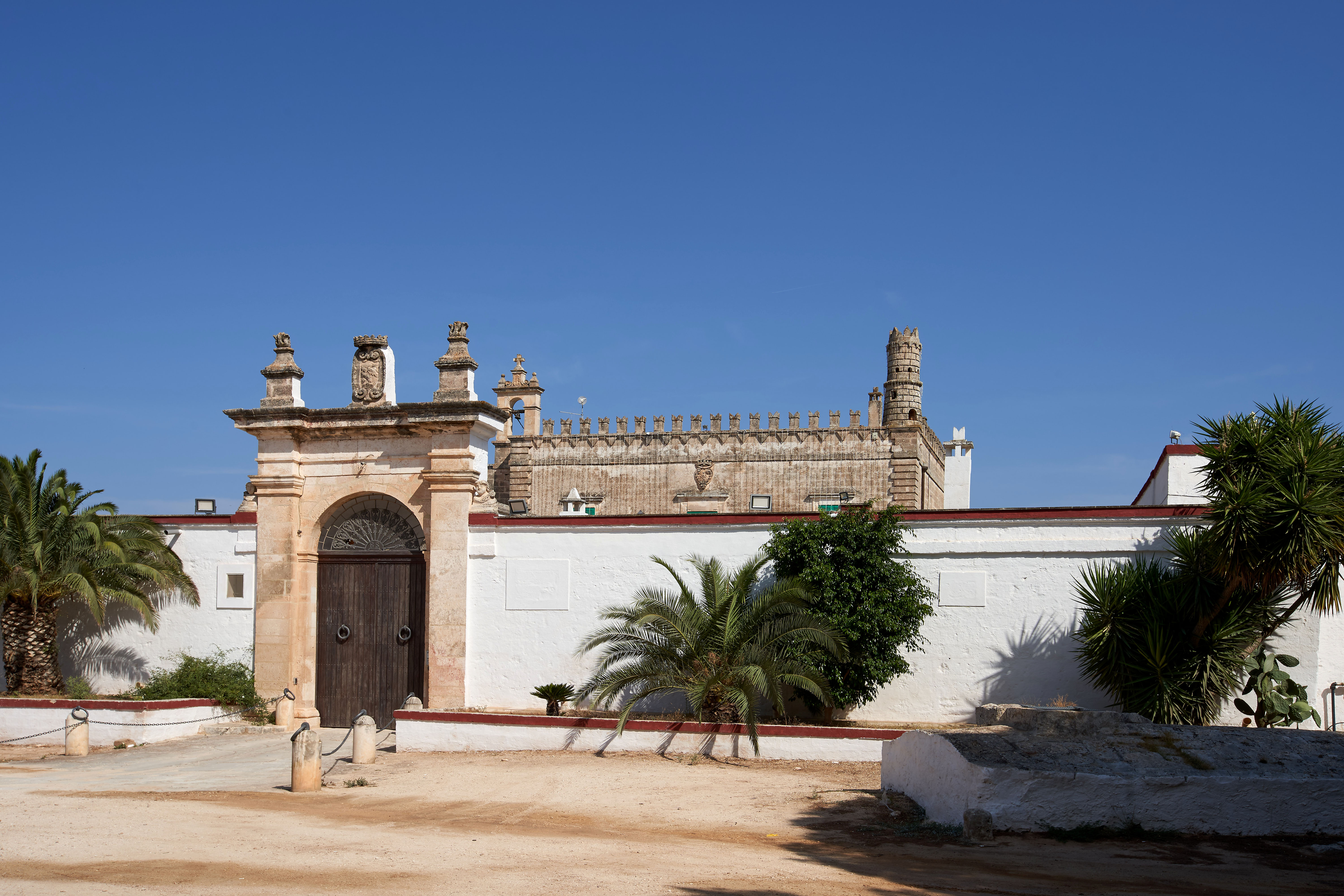
Masseria Sansone à Ostuni (BR).
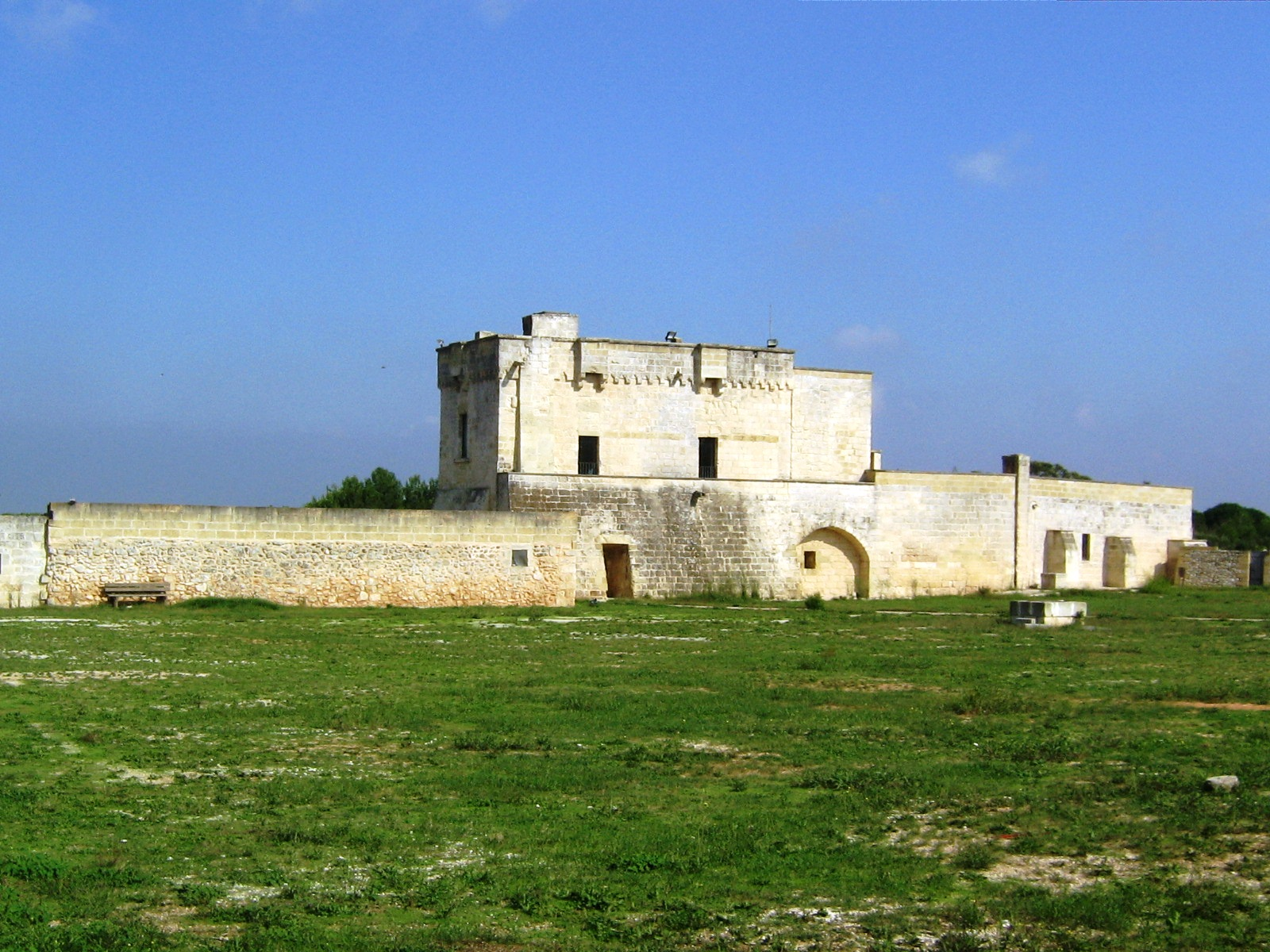
Masseria Torcito à Cannole (LE).